# Главний Стан
Гла́вний Стан (рос. Главный Стан) — село у складі району імені Поліни Осипенко Хабаровського краю, Росія. Входить до складу Бріаканського сільського поселення.

## Населення
Населення — 146 осіб (2010; 207 у 2002).
Національний склад (станом на 2002 рік):
- росіяни — 83 %